# Illa de Sant Pau
|  | Per a altres significats, vegeu «Illa de Sant Pau (Alaska)». |

L'illa de Sant Pau (En Idioma francès: Île Saint-Paul) és una illa molt petita que juntament amb l'Illa Amsterdam constitueix el departament francès d'Illes de Sant Pau i Amsterdam; que, al seu torn, forma part de les Terres Australs i Antàrtiques Franceses, a l'oceà Índic. Està a 85 km (53 milles) al sud de l'illa Amsterdam. És una illa rocosa i deshabitada de 8 km² i està totalment desproveïda d'arbres. Una estació científica de recerca a l'illa es fa servir per a campanyes científiques o ecològiques de curta durada. No hi ha població permanent.

## Ecologia
L'Illa de Sant Pau forma part juntament amb la veïna Illa d'Amsterdam, d'una ecoregió anomenada "Praderies temperades de les illes Amsterdam i Saint-Paul", l'estat de la qual és força degradat.